# Leven met een idioot
Leven met een idioot (cyrillisch: Жизнь с идиотом, romanisatie: Sjisn s idiotom) is een opera in twee bedrijven (een proloog en 4 scènes) van de Russische componist Alfred Schnittke op een libretto van Viktor Jerofejev. Het libretto is gebaseerd op het gelijknamige korte verhaal van Jerofejev uit 1980. De opera ging in première op 13 april 1992 in de Nationale Opera en Ballet in Amsterdam, dat toentertijd bekend stond als Het Muziektheater Amsterdam. Uitvoerenden waren De Nationale Opera en het Rotterdams Philharmonisch Orkest onder leiding van Mstislav Rostropovitsj, alsmede een vocaal ensemble. De toneelregie was van Boris Pokrovsky, het decor Ilja Kabakov.

## Ontstaansgeschiedenis
Viktor Jerofejev schreef zijn korte verhaal Leven met een idioot in 1980, kort nadat hij uit de schrijversbond van de USSR gezet was, hetgeen in de praktijk neerkwam op een beroepsverbod. Het verhaal is een absurde geschiedenis, die voor velerlei uitleg vatbaar is en stilistisch wel iets filmisch heeft door de met name verre van chronologisch beschreven gebeurtenissen. Na voorleesbijeenkomsten in keukens van vrienden, kon de schrijver zijn publiek na de komst van Gorbatsjov in 1985 uitbreiden tot dat in bibliotheken. In druk mocht zijn werk echter pas verschijnen na de perestrojkaperiode. Na zijn succes met zijn eerste roman Een schoonheid uit Moskou uit 1990 verscheen Leven met een idioot in 1991 in Moskou.
Alfred Schnittke maakte kennis met Het leven met een idioot op een voorleesbijeenkomst en was direct getroffen door de geschiktheid ervan als libretto voor een opera, ondanks het platvloers taalgebruik en een weinig spraakzame hoofdpersoon: de idioot. Zijn hele 'vocabulaire' bestaat uit één klank: Ekh. Via Mstislav Rostropovitsj werd door de Eduard van Beinum Stichting een compositieopdracht verstrekt, waarvoor Schnittke het werk aan zijn opera Faust opzij zette en 'Het leven met een idioot' zijn eerste opera werd. Jerofejev en Schnittke bewerkten het verhaal tot libretto, waarbij ongeveer een derde van de tekst werd geschrapt. Voor de rest werd de tekst vrijwel letterlijk gehandhaafd. Een paar marginale figuren zijn verdwenen, Marcel Proust wordt (even marginaal) geïntroduceerd en de vrienden (met soms een andere functie) werden verenigd in een koor, dat vaak als in een Griekse tragedie commentaar levert. Blijven over 'Ik', zijn echtgenote 'de vrouw', de idioot Vova (een bijnaam voor Vladimir Lenin) en in heel kleine rollen een bewaker en een gek.
Een jaar voor de geplande première kreeg Schnittke een beroerte en moest Schnittkes muziekuitgever Sikorsky samen met Rostropovitch fouten herstellen en de partituur definitief maken.

## Orkest
De orkestrale instrumentatie van de opera omvat de volgende instrumenten, die over het gehele oppervlak van de orkestbak verdeeld moeten worden: 
- Houtblazers: Piccolo, fluit (ook altfluit), hobo (ook althobo ), kleine klarinet, klarinet (ook basklarinet), fagot, contrafagot
- Koperblazers: hoorn, trompet , trombone, tuba
- Pauken, percussie (vier spelers): grote trom , cimbaal , kleine trom, triangel, tamboerijn , houtbloktrommel, militaire trom, drie toms, ratel, zweep, koebel, bongo's, flexatone[noot 3], buisklokken, glockenspiel, xylofoon, vibrafoon, marimba
- Piano (ook klavecimbel, orgel en celesta)
- harp
- Strijkers: vijf violen 1, vijf violen 2, vier altviolen, vier celli, vijf contrabassen

In de tweede scène van de eerste akte kunnen fluit (altfluit), hobo (althobo), klarinet (basklarinet), fagot, hoorn, trompet, trombone en tuba wijd verspreid door het publiek spelen.

## Synopsis
De opera wordt grotendeels als een verhaal verteld vanuit het perspectief van een Russische schrijver genaamd "Ik" en zijn vrouw. Hoewel het verhaal dat zich al heeft afgespeeld, verlopen de gebeurtenissen op het toneel niet chronologisch. De setting is het appartement van de schrijver en de kelder van een psychiatrische inrichting.

### Proloog
Het refrein, onderbroken door tussenwerpsels van "Ik" en zijn vrouw, vat het verhaal samen: "Het leven met een idioot zit vol verrassingen!" De vrouw vindt haar man gek dat hij voor Vova heeft gekozen. Ze kondigt Vova aan dat hij een zoon zal krijgen. "Ik" onderbreekt haar en zegt dat hij zelf zijn zoon zal zijn.

### Eerste akte
Eerste scèneVanwege zijn gebrek aan mededogen werd "Ik" veroordeeld tot het opnemen van een gek naar eigen keuze. Zijn vrienden verheugen zich met hem over de relatief milde straf. De schrijver vertelt nu zijn verhaal, met flashbacks die de gebeurtenissen verduidelijken. Hij had Vova, de iodioot, gekozen als middel tot "innerlijke afrekening met het leven". In die tijd was zijn eerste vrouw net overleden – vermoedelijk aan roodvonk. Hij trouwde vervolgens met een groot bewonderaar van Marcel Proust. Hij bekent dat hij zijn twee vrouwen vaak door elkaar haalde. Zijn tweede vrouw is nu ook dood: Vova hakte haar hoofd af met een grote tuinschaar, die hij gewoonlijk gebruikte om zijn teennagels te knippen. Zijzelf vertelt over de brute moord vanuit haar perspectief (Tango van Vova en Vrouw): Vova's gezicht leek "beslist schoolmeesterachtig". Ze herinnert zich met genoegen haar opwinding tijdens de misdaad. "Ik" vertelt hoe hij toekeek, tomatensap dronk en masturbeerde.
Tweede scène"Ik" vertelt over zijn bezoek aan het gekkenhuis, waar hij Vova uitkoos. Zijn vrouw ging niet met hem mee omdat de motor van haar auto kapot ging. Ze zegt dat ze nooit voor Vova zou hebben gekozen. De bewaker begroet "Ik" onvriendelijk en laat hem pas binnen nadat hij hem twee flessen wodka als omkoopsom aanbiedt. Een "idiotenkoor" beschrijft de ongeveer honderd treurige figuren in de kelder van het gekkenhuis. De situatie veroorzaakt een hallucinatie bij "Ik". Daarin herinnert hij zich een ruzie met zijn fabrieksdirecteur en een vertegenwoordiger van het partijcomité, die hem ervan verdachten het plan te saboteren. "Ik" zoekt nu tussen de gekken naar een "gezegende dwaas", maar raakt in de war door het rode licht en de benauwde lucht. Een jonge krankzinnige zingt het volksliedje "In het veld stond een berk". Dan ziet hij een "lange man van ongeveer dertig" met een "volledig menselijk gezicht" op een bankje. De bewaker waarschuwt hem dat de man zal bijten, en dat is precies wat er gebeurt. Eindelijk ziet "Ik" Vova door de kamer lopen, met de "uitstraling van een ietwat provinciale universitair docent" en "uitstekend voorhoofd" en "charmant dunner wordend haar", die lijkt te discussiëren met een denkbeeldige tegenstander. De bewaker beschrijft hem als volgzaam en begripvol. Hoewel hij alleen maar "Ekh" roept, merkt de bewaker op dat hij ook spraakzaam kan zijn. "Ik" is blij te zien dat Vova rood haar heeft. Hij tekent, betaalt de bewaker en neemt Vova mee: "Vova was nu van mij."
In een kort intermezzo stamelen de vrouw, "Ik", en Vova betekenisloze klanken. "Ik" kondigt vervolgens een verhaal aan over hoe hij "de zijne" werd.

### Tweede akte
Eerste scèneAanvankelijk gedraagt Vova zich goed in het appartement. De bewering van de bewaker over zijn spraakzaamheid blijkt echter een leugen te zijn: hij blijft maar "Ekh!" roepen, en alle pogingen van "Ik" om iets over zijn verleden te weten te komen, mislukken. Tijdens wandelingen door de besneeuwde straten schrikken voorbijgangers echter om een onbekende reden van hem. Op een dag strooit Vova het eten uit de koelkast over de vloer. Korte tijd later verscheurt hij de boekencollectie, waaronder de geliefde Proust van zijn vrouw. "Ik" en zijn vrouw proberen hun controle over hem te versterken. Vova's gedrag wordt echter steeds erger: voorwerpen verdwijnen, hij smeert ontlasting op het behang, plast in de koelkast, vernielt de meubels en de telefoon, raakt in woede en rent naakt rond. Het stel trekt zich angstig terug in de kamer ernaast, waar de twee heftig ruzie maken. Vova komt ook daar binnen, slingert "Ik" bruut de kamer uit en verkracht de vrouw. In paniek rent "Ik" naar de keuken om een mes te halen. De vrouw en Vova gillen luid. Plotseling wordt alles weer rustig, "Ik" gooit het mes weg en neemt een koude douche. Walsmuziek symboliseert de terugkeer van de vrede.
Tweede scèneNadat Vova weer zindelijk is, keert de normaliteit terug in het appartement. Vova heeft echter een intieme relatie met de vrouw opgebouwd, waardoor "Ik" met oordopjes in op de bank in de woonkamer slaapt. Vova geeft haar viooltjes. "Ik" koopt voor hem een nieuwe jas en vervangt de vernietigde Proust-collectie van zijn vrouw, waarop Vova hem ook bloemen brengt. Hij helpt ook met het huishouden. Verrassend genoeg raakt zijn vrouw, ondanks Vova's "bepaalde neigingen", zwanger. Ze is smoorverliefd op hem geworden en duldt geen kritiek meer van "Ik". Desondanks ondergaat ze een abortus. Wanneer Vova dit beseft, wordt hij boos, slaat haar en gaat een homoseksuele relatie aan met "Ik" – wat levendig wordt beschreven door een "koor van homoseksuelen". "Ik" en Vova verhuizen vrolijk eerst naar een aangrenzende kamer en later naar de slaapkamer, waarbij de eetkamer en de bank aan de boze vrouw worden overgelaten. Ze vertelt over haar leven, verscheurt brieven en boeken en poept, net als Vova vóór haar, op het tapijt. "Ik" en Vova negeren dit aanvankelijk. Na een tijdje verliezen ze hun geduld, bespotten en slaan haar. Omdat de vrouw hen niets meer te eten geeft, verhongeren ze en worden ze steeds magerder. Uiteindelijk geeft de vrouw Vova de keuze: "Vova! Het is hij of ik!" Ze belooft hem zelfs een zoon. Vova lijkt aanvankelijk verdrietig. Maar dan raakt hij in paniek, pakt de tuinschaar en onthoofdt haar. Hij propt haar lichaam door de vuilstortkoker in het trappenhuis en verdwijnt. "Ik" ziet hem nooit meer terug. Maar hijzelf wordt naar de psychiatrische inrichting gebracht, waar de bewaker hem begroet "als een oude bekende". Daar zingt "Ik" nu het lied van de berk, bijt erop los en schrijft zijn levensverhaal op. Vova's kreten "Ekh!" zijn nog steeds te horen. De vrouw en vervolgens "Ik" vallen in.

## Muziek
Schnittkes muziek wordt gekenmerkt door 'polystilistiek', een mengeling van stijlen uit een breed scala aan tijdperken. Ook bevat het een aantal muzikale verwijzingen. Tweemaal in de eerste akte – in de vertelling van de onthoofding en wanneer "Ik" roept dat Vova zijn "ontstoken organen" moet afsnijden – citeert Schneidke een dissonante versie van de Internationale. Deze passages verbinden de Sovjetpolitiek met moord en castratie. De opera bevat een volksliedje "het Lied van de Berk", een tango uit de jaren dertig en een trompetmotief uit Dmitri Sjostakovitsj' 11e symfonie. De proloog citeert het openingskoor uit Johann Sebastian Bachs Matthäus-Passion. Er zijn ook Schnittkes eigen citaten uit zijn strijkcompositie "Moz-Art a la Haydn" en zijn ballet "Peer Gynt".

## Uitvoeringen op cd/dvd
- Schnittke - Dale Duesing • Teresa Ringholz • Howard Haskin • Vocal Ensemble • Rotterdam Philharmonic Orchestra • Mstislav Rostropovich – Life With An Idiot op Sony Classical.

## Overig
De première (voor de Nederlandse Opera) in Het Muziektheater werd gezongen door sopraan Teresa Ringholz (vrouw), tenoren Howard Haskin (vova) en Robbin Leggate (Marcel Proust), bariton Dale Duesing (Ik), bas Leonid Zimnenko (bewaker). In een passage in de tweede akte wordt de rol van  "Ik" gezongen door Romain Bisschoff. Onder de gasten Koningin Beatrix en Prins Claus.